# Primera División de Chile 2022
La Primera División de Chile 2022  (conocida como Campeonato PlanVital 2022 por motivos de patrocinio) fue la 106.ª edición de la primera categoría del fútbol chileno. El club Colo-Colo ganó el torneo y consiguió su estrella número 33. 
El campeonato fue organizado por la ANFP. Tras un año de ausencia, regresó a la máxima categoría Coquimbo Unido, en reemplazo de los descendidos Santiago Wanderers y Deportes Melipilla.
El torneo volvió a tener 16 equipos por primera vez desde 2019. Aquello se produce porque debido al estallido social de octubre de ese mismo año, el campeonato quedó inconcluso y debieron suspenderse los descensos, y luego de presiones de la comunidad de Valparaíso (Santiago Wanderers estaba puntero de la Primera B en ese momento), se debió revertir la medida de congelar los ascensos. Por esa razón, el torneo de 2020 tuvo 18 equipos, mientras el de 2021 tuvo 17. Finalmente, en 2022 volvieron a ser 16 participantes.

## Formato
Los 16 equipos jugaron 30 partidos cada uno a lo largo de 30 fechas, en 2 ruedas de 15 fechas, bajo el sistema de todos contra todos. En este torneo se usó el sistema de puntos, de acuerdo a la reglamentación de la Internacional F. A. Board, asignándose tres puntos al equipo que resulte ganador, un punto a cada uno en caso de empate y cero puntos al perdedor. 
El club que quedara campeón y el 2.º clasificaban a la fase de grupos de la Copa Libertadores 2023, el 3.º y el campeón de la Copa Chile 2022 clasificaban a la fase previa 2 de la misma. Por su parte, los equipos que quedaran 4.º, 5.º, 6.º y 7.º clasificaban a la Copa Sudamericana 2023. 
En la zona baja de la tabla, los 2 últimos equipos de peor ubicación, en la tabla de posiciones, pierden la categoría de forma directa,
El orden de clasificación de los equipos, se determinó en una tabla de cómputo general, de la siguiente manera:
- 1) Mayor cantidad de puntos;
- 2) Mayor diferencia de goles a favor; en caso de igualdad;
- 3) Mayor cantidad de partidos ganados; en caso de igualdad;
- 4) Mayor cantidad de goles convertidos; en caso de igualdad;
- 5) Mayor cantidad de goles de visita marcados; en caso de igualdad;
- 6) Menor cantidad de tarjetas rojas recibidas; en caso de igualdad;
- 7) Menor cantidad de tarjetas amarillas recibidas; en caso de igualdad;
- 8) Sorteo.

En cuanto al campeón del torneo, se definirá de acuerdo al siguiente sistema:
- A) Mayor cantidad de puntos obtenidos; en caso de igualdad;
- B) Partido de definición en cancha neutral.

En caso de que hubiera igualdad, entre más de dos equipos, esta se hubiera reducido a dos clubes, de acuerdo al orden de clasificación de los equipos determinado anteriormente.

## Árbitros

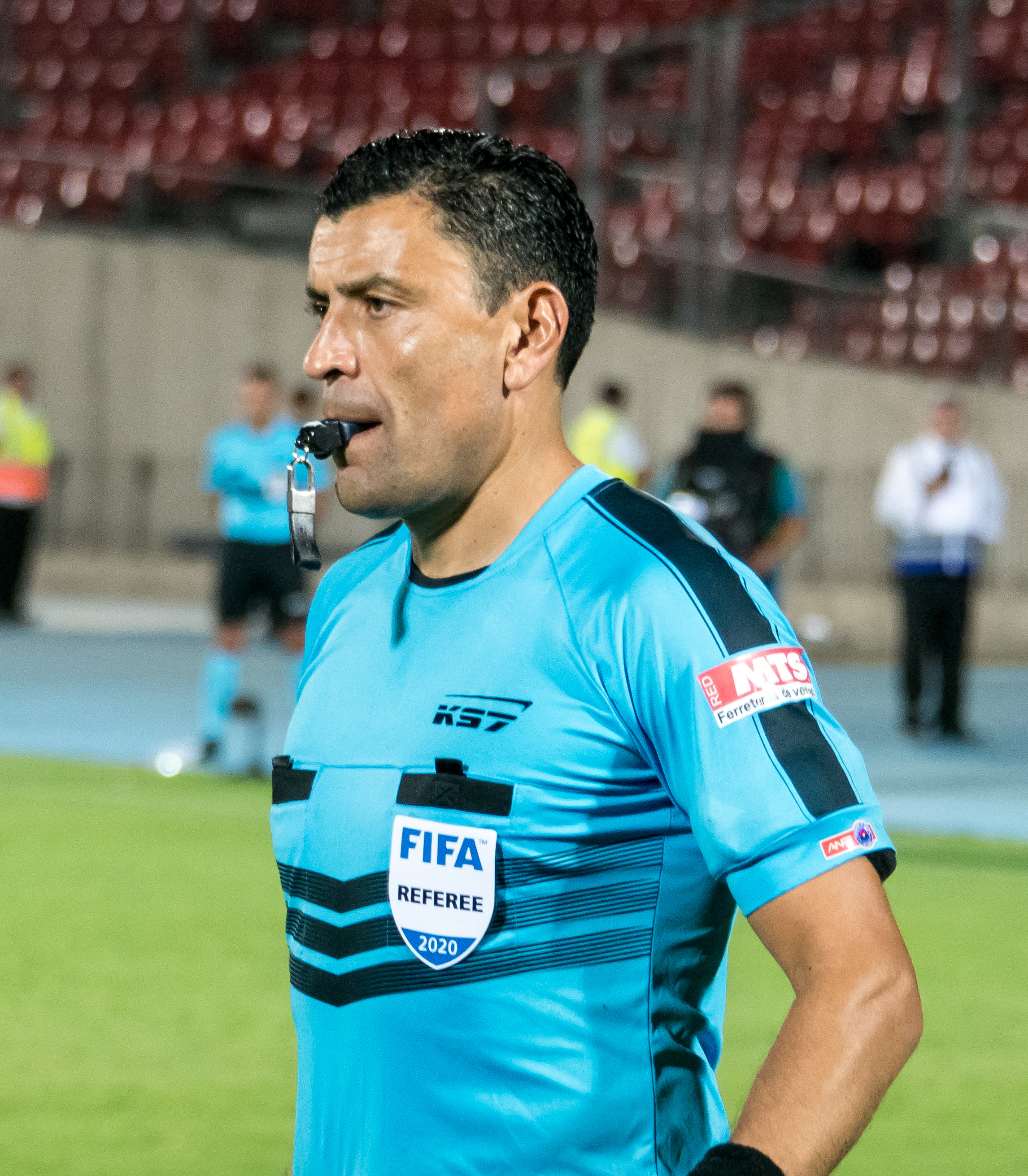
Roberto Tobar, árbitro con categoría FIFA.

Esta es la lista de todos los árbitros disponibles que pudieron dirigir partidos este torneo. Los árbitros que aparecen en la lista, pueden dirigir en las otras dos categorías profesionales, si la ANFP así lo estime conveniente.
| Árbitros             | Edad    | Categoría |
| -------------------- | ------- | --------- |
| Gustavo Ahumada      | 40 años |           |
| Miguel Araos         | 37 años |           |
| Julio Bascuñán       | 47 años |           |
| María Belén Carvajal | 41 años |           |
| Claudio Cevasco      | 34 años |           |
| Cristián Droguett    | 43 años |           |
| Francisco Gilabert   | 43 años |           |
| Felipe González      | 45 años |           |
| Ángelo Hermosilla    | 46 años |           |
| Juan Lara            | 36 años |           |
| Piero Maza           | 40 años |           |
| Nicolás Millas       | 35 años |           |
| Matías Quila         | 32 años |           |
| Benjamín Saravia     | 37 años |           |
| Roberto Tobar        | 47 años |           |
| Fernando Véjar       | 35 años |           |
| Manuel Vergara       | 34 años |           |

### Poda de Castrilli
Tras la llegada del argentino Javier Castrilli, el 20 de septiembre de 2021, para presidir el arbitraje chileno, se dio inicio a una serie de cambios en pos del mejoramiento de la actividad referil. Uno de los primeros cambios fue la renuncia de César Deischler, Eduardo Gamboa y Christian Rojas, con tal de bajar el promedio de edad de los árbitros. Aunque también se argumentó una baja de rendimiento de los mencionados siendo prueba de ello la sanción recibida de Conmebol para Deischler y Gamboa debido a un gol mal anulado en el partido de octavos de final de Copa Libertadores 2021 entre Cerro Porteño y Fluminense.
En marzo de 2022 Patricio Blanca, Omar Oporto y Raúl Orellana fueron cesados de la actividad, Castrilli una vez más explico la avanzada edad como motivo de su decisión. Sin embargo los tres árbitros especialmente Blanca, dijeron que su despido fue irregular ya que coincidió con la solicitud de una asamblea para discutir los incumplimientos de la actual administración con el sindicato arbitral. Entre las faltas se encuentran una aparente conexión de la comisión de arbitraje con el sindicato para influenciar en los resultados de los partidos, en designaciones arbitrales, proyecciones de árbitros y descensos de los mismos. Debido a las anormales circunstancias e incumplimiento de las normas laborales, los árbitros despedidos recurrieron a la dirección del trabajo que inició una investigación al respecto. A eso se sumaron denuncias de censura por parte de la comisión arbitral además de amenazas hacia los denunciantes cuando trataron de transparentar las decisiones de los mandamases, entre los castigos por inmiscuirse demasiado se encontraban el cese de designaciones como árbitro principal, ser relegado como cuarto árbitro o el término total de llamados a arbitrar partidos.
A finales de marzo el sindicato de árbitros del fútbol chileno emitió un comunicado en el cual se solicitaba la renuncia de Castrilli, además de otros puestos importantes en la comisión arbitral como Osvaldo Talamilla y Braulio Arenas ambos directores de la comisión, el director de implementación del VAR Patricio Basualto, la instructora técnica Paola Barría y el preparador físico de árbitros Francisco Caamaño. Los motivos para el pedido varían, en el caso de Castrilli y Caamaño es la denostación a la condición física de los árbitros, Arenas y Talamilla fueron acusados de prácticas antisindicales, Basualto no ha dado capacitación durante 6 meses y estuvo ausente en las primeras 4 fechas del torneo debido a sus vacaciones y Barría fue responsable de irregularidades en fútbol joven. El vocero del sindicato Felipe Jara expresó que los sueldos no son suficientes para dedicarse a pleno a la actividad sobre todo en Primera B y el fútbol joven, y que resulta contraproducente en la intención de mejorar la calidad de la actividad. Al final del comunicado se daba un plazo hasta el 4 abril para despedir a los miembros de la comisión, en caso de no cumplir con el pedido el sindicato votara para iniciar el paro arbitral el 6 de abril.

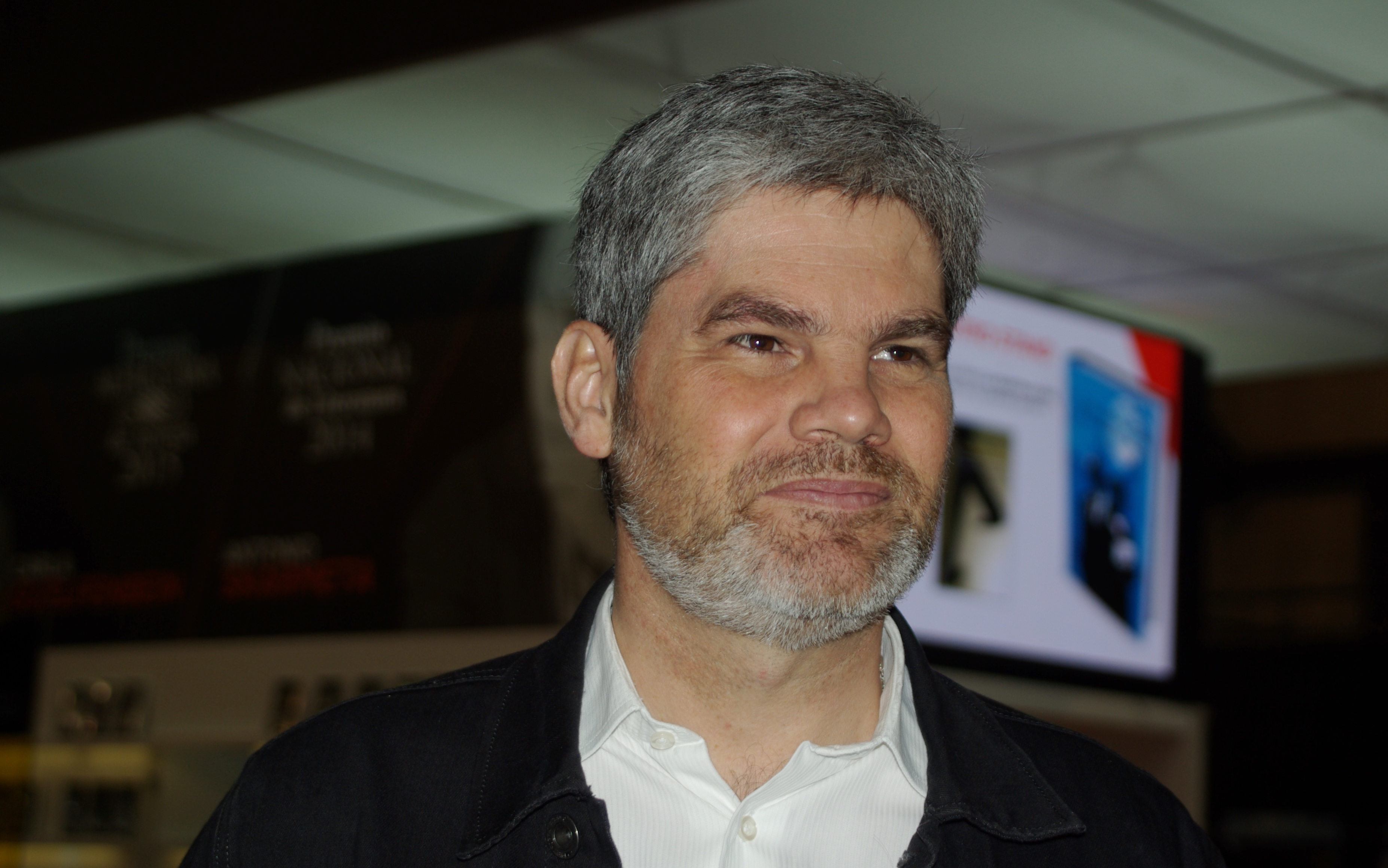
El periodista Juan Cristóbal Guarello reveló los audios de la discordia.

El 4 de abril Castrilli prescindió de 11 árbitros, entre ellos se encontraban Julio Bascuñán, Piero Maza y Nicolás Gamboa hermano de Eduardo Gamboa. El motivo según la ANFP fue debido a «Un proceso de reestructuración de la comisión que busca cimentar las nuevas bases del arbitraje dando tiraje a la chimenea». Respecto al posible paro la asociación anunció la búsqueda de jueces extranjeros en caso de concretarse. El sindicato referil reaccionó a la poda comunicando su intención de no claudicar con sus pedidos, enfatizando que las salidas de Castrilli, Arenas y Talabilla eran innegociables. Anunciaron además que el plazo se mantiene hasta las 20:30 del 5 de abril, momento en que el sindicato se reunirá para votar por la paralización de las actividades. El SIFUP por su parte solidarizó con las demandas arbitrales y los réferis despedidos, además de condenar las acciones tomadas por la comisión de arbitraje. Finalmente el 5 de abril al finalizar la asamblea se dieron a conocer los resultados, con 102 votos a favor, 52 abstenciones y ninguno en contra, los árbitros se declararon en huelga. También se nombró a Felipe Jara y Cristián Droguett como parte del equipo que se encargará de las negociaciones con el presidente Pablo Milad. Milad que se encontraba en Doha asistiendo al congreso de la Conmebol asumiendo el cargo de tercer vicepresidente, expresó su total apoyo a Castrilli además de considerar el paro ilegal. También analizó la posibilidad de usar árbitros extranjeros o de Tercera División para continuar el torneo sin interrupciones. Ante este escenario el SIFUP no descartó unirse al paro.
En la radio ADN el periodista Juan Cristóbal Guarello reveló poseer audios que dejarían en una mala posición a Castrilli y la administración de Milad, al respecto afirmó «Si yo pongo un audio que tengo acá Castrilli se va hoy día en la tarde». Agregó que el audio era una conversación entre dos árbitros y que uno de ellos estuvo en el partido de la promoción entre Huachipato y Deportes Copiapó. El 6 de abril se revelaron los audios de una conversación en la que Francisco Gilabert reveló sufrir presiones para cobrar un penal a favor de Huachipato en el partido por la promoción ante Deportes Copiapó, jugada que en un principio estimo que era tiro de esquina. Sin embargo sus compañeros en el VAR le piden que analice la camiseta del jugador de Huachipato que estaba siendo agarrada en pos de cobrar la pena máxima, ante lo cual Gilabert cambia su decisión. Al terminar el partido recibió la felicitación de sus compañeros con tono de alivio por pitar el penal, al preguntar el porqué del comentario uno de ellos reveló que recibieron una llamada de Santiago para cobrarlo. Además reveló que tanto Talamilla como Castrilli podían tener intereses particulares en impedir el descenso del equipo sureño, y si no cobraba el penal podría sufrir represalias. Cristián Droguett que se encontraba en el VAR en ese partido también afirmó que no era penal. Las reacciones a los audios no se hicieron esperar, hinchas de distintos clubes a través de Twitter pidieron sanciones para Huachipato, el senador Matías Walker pidió que la reforma para las sociedades anónimas fuera tramitada con mayor rapidez mientras que el diputado Juan Santana exigió la renuncia de Castrilli y el ascenso inmediato de Copiapó, finalmente el jugador Richard Leyton acusa la posibilidad de amaño en el partido para salvar del descenso a Universidad de Chile ante Unión La Calera. Ante el estado de emergencia del torneo, Milad decidió convocar a una reunión extraordinaria de clubes. En ella anunció el despido de Castrilli al mando de la comisión de árbitros, además de las salidas de Arenas y Talamilla. Sin embargo la huelga no cesó, ya que el sindicato de árbitros pedía la restitución de los réferis despedidos en las semanas recientes, finalmente el paro llegó a su fin cuando la ANFP restituyó a los árbitros. En su salida de la comisión, Castrilli anunció tomar acciones legales a lo que el considera un ardid para sacarlo del poder y traer devuelta a los trabajadores echados.
El 18 de abril de 2022, la ANFP a través de su sitio web oficial, emitió un comunicado público, la cual asegura que desmiente, no solo las irregularidades ocurridas, en ese polémico partido de la Promoción; sino que también, los dichos del árbitro Francisco Gilabert, en la entrevista que concedió a Radio ADN.

## Localización
|  |

| Equipo               | Región        | Ciudad        |
| -------------------- | ------------- | ------------- |
| Deportes Antofagasta | Antofagasta   | Antofagasta   |
| Cobresal             | Atacama       | El Salvador   |
| Coquimbo Unido       | Coquimbo      | Coquimbo      |
| Deportes La Serena   | Coquimbo      | La Serena     |
| Everton              | Valparaíso    | Viña del Mar  |
| Unión La Calera      | Valparaíso    | La Calera     |
| Audax Italiano       | Metropolitana | La Florida    |
| Colo-Colo            | Metropolitana | Macul         |
| Palestino            | Metropolitana | La Cisterna   |
| Unión Española       | Metropolitana | Independencia |
| Universidad Católica | Metropolitana | Las Condes    |
| Universidad de Chile | Metropolitana | Ñuñoa         |
| O'Higgins            | O'Higgins     | Rancagua      |
| Curicó Unido         | Maule         | Curicó        |
| Ñublense             | Ñuble         | Chillán       |
| Huachipato           | Biobío        | Talcahuano    |

|
| Audax Italiano Universidad de Chile Colo-Colo Universidad Católica Unión Española Palestino \| \| |
|                                                                                                   |

## Relevos
| Pos | a Primera División 2022 |
| --- | ----------------------- |
| 1.° | Coquimbo Unido          |

| Pos  | a Primera B 2022   |
| ---- | ------------------ |
| 16.° | Deportes Melipilla |
| 17.° | Santiago Wanderers |

## Información
| Equipo               | Entrenador          | Estadio                    | Capacidad | Proveedor    | Auspiciador       |
| -------------------- | ------------------- | -------------------------- | --------- | ------------ | ----------------- |
| Audax Italiano       | Juan Ribera         | Bicentenario de La Florida | 12.000    | Macron       | Traverso          |
| Cobresal             | Gustavo Huerta      | El Cobre                   | 11.240    | KS7          | CSI               |
| Colo-Colo            | Gustavo Quinteros   | Monumental                 | 47.347    | Adidas       | Pilsen del Sur    |
| Coquimbo Unido       | Fernando Díaz       | Francisco Sánchez          | 18.750    | Siker        | Betway            |
| Curicó Unido         | Damián Muñoz        | La Granja                  | 8.278     | OneFit       | Multihogar        |
| Deportes Antofagasta | Javier Torrente     | Calvo y Bascuñán           | 21.100    | Claus-7      | Minera Escondida  |
| Deportes La Serena   | Óscar Correa        | La Portada                 | 17.134    | Macron       | Betano            |
| Everton              | Francisco Meneghini | Sausalito                  | 22.000    | Charly       | Claro             |
| Huachipato           | Mario Salas         | Huachipato - CAP Acero     | 10.500    | OneFit       | PF Alimentos      |
| Ñublense             | Jaime García        | Nelson Oyarzún             | 12.000    | OneFit       | Betway            |
| O'Higgins            | Mariano Soso        | El Teniente                | 12.476    | Adidas       | LatamWin          |
| Palestino            | Gustavo Costas      | Municipal de La Cisterna   | 6.000     | Capelli      | Bank of Palestine |
| Unión Española       | Gustavo Canales     | Santa Laura                | 19.887    | Kappa        | USEK              |
| Unión La Calera      | Federico Vilar      | Nicolás Chahuán            | 9.200     | Siker        | Betway            |
| Universidad Católica | Ariel Holan         | San Carlos de Apoquindo    | 14.768    | Under Armour | BICE              |
| Universidad de Chile | Sebastián Miranda   | Santa Laura                | 19.887    | Adidas       | Betano            |

## Clasificación
| Pos. | Equipo                   | Pts. | PJ | G  | E  | P  | GF | GC | Dif. |  |
| ---- | ------------------------ | ---- | -- | -- | -- | -- | -- | -- | ---- |  |
| 1    | Colo-Colo (C)            | 63   | 30 | 18 | 9  | 3  | 54 | 17 | +37  |  |
| 2    | Ñublense                 | 52   | 30 | 14 | 10 | 6  | 46 | 32 | +14  |  |
| 3    | Curicó Unido             | 49   | 30 | 13 | 10 | 7  | 48 | 30 | +18  |  |
| 4    | Palestino                | 46   | 30 | 12 | 10 | 8  | 45 | 35 | +10  |  |
| 5    | Cobresal                 | 45   | 30 | 13 | 6  | 11 | 44 | 39 | +5   |  |
| 6    | Universidad Católica     | 45   | 30 | 13 | 6  | 11 | 41 | 38 | +3   |  |
| 7    | Audax Italiano           | 45   | 30 | 12 | 9  | 9  | 44 | 42 | +2   |  |
| 8    | O'Higgins                | 44   | 30 | 11 | 11 | 8  | 31 | 31 | 0    |  |
| 9    | Everton                  | 42   | 30 | 9  | 15 | 6  | 40 | 27 | +13  |  |
| 10   | Unión La Calera          | 39   | 30 | 9  | 12 | 9  | 36 | 40 | −4   |  |
| 11   | Unión Española           | 37   | 30 | 10 | 7  | 13 | 37 | 44 | −7   |  |
| 12   | Huachipato               | 35   | 30 | 10 | 5  | 15 | 32 | 46 | −14  |  |
| 13   | Universidad de Chile     | 30   | 30 | 8  | 6  | 16 | 35 | 50 | −15  |  |
| 14   | Coquimbo Unido           | 27   | 30 | 7  | 6  | 17 | 32 | 52 | −20  |  |
| 15   | Deportes La Serena (D)   | 27   | 30 | 7  | 6  | 17 | 28 | 56 | −28  |  |
| 16   | Deportes Antofagasta (D) | 26   | 30 | 6  | 8  | 16 | 23 | 37 | −14  |  |

 Fuente: RSSSF
     Campeón. Clasifica a la Copa Libertadores.
     Clasifica a la Copa Libertadores.
     Clasifica a la Copa Sudamericana.
     Desciende a la Primera B.

## Evolución
| Equipo / Fecha       | 01   | 02   | 03   | 04   | 05   | 06   | 07   | 08   | 09   | 10   | 11   | 12   | 13   | 14   | 15   | 16   | 17   | 18   | 19   | 20   | 21   | 22   | 23   | 24   | 25   | 26   | 27   | 28   | 29   | 30   |
| -------------------- | ---- | ---- | ---- | ---- | ---- | ---- | ---- | ---- | ---- | ---- | ---- | ---- | ---- | ---- | ---- | ---- | ---- | ---- | ---- | ---- | ---- | ---- | ---- | ---- | ---- | ---- | ---- | ---- | ---- | ---- |
| Colo-Colo            | 4.º  | 4.º  | 6.º  | 9.º  | 5.º  | 3.º  | 2.º  | 1.º  | 1.°  | 1.°  | 1.°  | 1.°  | 1.°  | 1.°  | 1.°  | 1.°  | 1.°  | 1.°  | 1.°  | 1.°  | 1.°  | 1.°  | 1.°  | 1.°  | 1.°  | 1.°  | 1.°  | 1.°  | 1.°  | 1.º  |
| Ñublense             | 6.º  | 5.º  | 2.º  | 3.º  | 1.º  | 1.º  | 3.º  | 3.º  | 4.°  | 3.°  | 4.°  | 2.°  | 2.°  | 2.°  | 2.°  | 2.°  | 2.°  | 2.°  | 2.°  | 2.°  | 2.°  | 3.°  | 3.°  | 3.°  | 3.°  | 3.°  | 3.°  | 3.°  | 2.°  | 2.°  |
| Curicó Unido         | 1.°  | 1.°  | 3.°  | 7.°  | 8.°  | 4.°  | 4.°  | 7.°  | 6.°  | 4.°  | 3.°  | 5.°  | 4.°  | 4.°  | 4.°  | 5.°  | 3.°  | 3.°  | 3.°  | 3.°  | 3.°  | 2.°  | 2.°  | 2.°  | 2.°  | 2.°  | 2.°  | 2.°  | 3.°  | 3.°  |
| Palestino            | 8.°  | 6.°  | 7.°  | 2.°  | 3.°  | 6.°  | 10.° | 11.° | 10.° | 10.° | 11.° | 8.°  | 9.°  | 7.°  | 9.°  | 7.°  | 6.°  | 6.°  | 4.°  | 4.°  | 4.°  | 5.°  | 4.°  | 4.°  | 4.°  | 9.°  | 10.° | 7.°  | 9.°  | 4.°  |
| Cobresal             | 7.°  | 8.°  | 5.°  | 5.°  | 2.°  | 2.°  | 1.°  | 2.°  | 3.°  | 5.°  | 6.°  | 7.°  | 5.°  | 5.°  | 5.°  | 4.°  | 5.°  | 4.°  | 5.°  | 6.°  | 6.°  | 6.°  | 6.°  | 6.°  | 9.°  | 5.°  | 6.°  | 9.°  | 5.°  | 5.°  |
| Universidad Católica | 5.°  | 3.°  | 1.°  | 1.°  | 4.°  | 7.°  | 9.°  | 8.°  | 9.°  | 9.°  | 10.° | 12.° | 10.° | 12.° | 10.° | 8.°  | 9.°  | 10.° | 11.° | 10.° | 10.° | 11.° | 10.° | 10.° | 6.°  | 7.°  | 4.°  | 4.°  | 6.°  | 6.°  |
| Audax Italiano       | 11.° | 14.° | 13.° | 16.° | 16.° | 13.° | 13.° | 14.° | 12.° | 12.° | 9.°  | 11.° | 12.° | 11.° | 12.° | 12.° | 12.° | 12.° | 10.° | 9.°  | 9.°  | 7.°  | 7.°  | 8.°  | 5.°  | 4.°  | 5.°  | 6.°  | 7.°  | 7.°  |
| O'Higgins            | 2.°  | 7.°  | 8.°  | 4.°  | 6.°  | 9.°  | 6.°  | 5.°  | 5.°  | 7.°  | 5.°  | 6.°  | 7.°  | 6.°  | 7.°  | 10.° | 11.° | 9.°  | 7.°  | 8.°  | 8.°  | 9.°  | 9.°  | 7.°  | 8.°  | 8.°  | 8.°  | 5.°  | 8.°  | 8.°  |
| Everton              | 14.° | 9.°  | 9.°  | 10.° | 10.° | 5.°  | 7.°  | 6.°  | 7.°  | 8.°  | 8.°  | 9.°  | 8.°  | 9.°  | 8.°  | 9.°  | 8.°  | 7.°  | 8.°  | 7.°  | 7.°  | 8.°  | 8.°  | 9.°  | 10.° | 6.°  | 7.°  | 8.°  | 4.°  | 9.°  |
| Unión La Calera      | 13.° | 12.° | 16.° | 15.° | 14.° | 12.° | 11.° | 12.° | 15.° | 15.° | 16.° | 14.° | 14.° | 13.° | 14.° | 14.° | 14.° | 15.° | 13.° | 14.° | 13.° | 12.° | 12.° | 12.° | 12.° | 12.° | 11.° | 11.° | 11.° | 10.° |
| Unión Española       | 9.°  | 11.° | 11.° | 11.° | 7.°  | 8.°  | 5.°  | 4.°  | 2.°  | 2.°  | 2.°  | 3.°  | 3.°  | 3.°  | 3.°  | 3.°  | 4.°  | 5.°  | 6.°  | 5.°  | 5.°  | 4.°  | 5.°  | 5.°  | 7.°  | 10.° | 9.°  | 10.° | 10.° | 11.° |
| Huachipato           | 16.° | 10.° | 10.° | 6.°  | 9.°  | 10.° | 12.° | 10.° | 8.°  | 6.°  | 7.°  | 4.°  | 6.°  | 8.°  | 6.°  | 6.°  | 7.°  | 8.°  | 9.°  | 11.° | 11.° | 10.° | 11.° | 11.° | 11.° | 11.° | 12.° | 12.° | 12.° | 12.° |
| Universidad de Chile | 3.°  | 2.°  | 4.°  | 8.°  | 11.° | 11.° | 8.°  | 9.°  | 11.° | 11.° | 13.° | 10.° | 11.° | 10.° | 11.° | 11.° | 10.° | 11.° | 12.° | 12.° | 12.° | 13.° | 14.° | 13.° | 13.° | 13.° | 13.° | 13.° | 13.° | 13.° |
| Coquimbo Unido       | 10.° | 16.° | 15.° | 14.° | 12.° | 14.° | 16.° | 16.° | 14.° | 13.° | 12.° | 13.° | 13.° | 14.° | 15.° | 15.° | 15.° | 16.° | 15.° | 16.° | 16.° | 16.° | 16.° | 16.° | 16.° | 16.° | 16.° | 16.° | 16.° | 14.° |
| Deportes La Serena   | 15.° | 13.° | 12.° | 13.° | 15.° | 16.° | 14.° | 15.° | 13.° | 14.° | 15.° | 16.° | 16.° | 16.° | 13.° | 13.° | 13.° | 13.° | 14.° | 13.° | 14.° | 14.° | 15.° | 15.° | 14.° | 14.° | 14.° | 15.° | 14.° | 15.° |
| Deportes Antofagasta | 12.° | 15.° | 14.° | 12.° | 13.° | 15.° | 15.° | 13.° | 16.° | 16.° | 14.° | 15.° | 15.° | 15.° | 16.° | 16.° | 16.° | 14.° | 16.° | 15.° | 15.° | 15.° | 13.° | 14.° | 15.° | 15.° | 15.° | 14.° | 15.° | 16.° |

## Resultados
- Los horarios corresponden al huso horario de Chile: UTC-4 en horario estándar y UTC-3 en horario de verano.

### Primera rueda
| Fecha 1              | Fecha 1   | Fecha 1              | Fecha 1             | Fecha 1      | Fecha 1 |
| Local                | Resultado | Visita               | Estadio             | Fecha        | Hora    |
| -------------------- | --------- | -------------------- | ------------------- | ------------ | ------- |
| O'Higgins            | 3-0       | Deportes La Serena   | El Teniente         | 4 de febrero | 20:00   |
| Unión Española       | 1-1       | Palestino            | Santa Laura         | 5 de febrero | 18:00   |
| Coquimbo Unido       | 2-3       | Universidad Católica | Francisco Sánchez   | 5 de febrero | 20:30   |
| Deportes Antofagasta | 0-1       | Cobresal             | Tierra de Campeones | 6 de febrero | 12:00   |
| Unión La Calera      | 2-4       | Universidad de Chile | Nicolás Chahuán     | 6 de febrero | 18:00   |
| Colo-Colo            | 2-0       | Everton              | Monumental          | 6 de febrero | 20:30   |
| Audax Italiano       | 1-2       | Ñublense             | El Teniente         | 7 de febrero | 18:00   |
| Curicó Unido         | 4-0       | Huachipato           | La Granja           | 7 de febrero | 20:30   |

| Fecha 2              | Fecha 2   | Fecha 2              | Fecha 2                 | Fecha 2       | Fecha 2 |
| Local                | Resultado | Visita               | Estadio                 | Fecha         | Hora    |
| -------------------- | --------- | -------------------- | ----------------------- | ------------- | ------- |
| Palestino            | 1-0       | O'Higgins            | La Cisterna             | 11 de febrero | 18:00   |
| Everton              | 2-0       | Coquimbo Unido       | Sausalito               | 11 de febrero | 20:30   |
| Huachipato           | 2-1       | Audax Italiano       | Huachipato-CAP          | 12 de febrero | 18:00   |
| Universidad de Chile | 2-1       | Deportes Antofagasta | Santa Laura             | 12 de febrero | 20:30   |
| Deportes La Serena   | 1-1       | Colo-Colo            | La Portada              | 13 de febrero | 18:00   |
| Universidad Católica | 2-1       | Unión Española       | San Carlos de Apoquindo | 13 de febrero | 20:30   |
| Ñublense             | 0-0       | Unión La Calera      | Huachipato-CAP          | 14 de febrero | 18:00   |
| Cobresal             | 2-3       | Curicó Unido         | El Cobre                | 14 de febrero | 20:30   |

| Fecha 3              | Fecha 3   | Fecha 3              | Fecha 3                 | Fecha 3       | Fecha 3 |
| Local                | Resultado | Visita               | Estadio                 | Fecha         | Hora    |
| -------------------- | --------- | -------------------- | ----------------------- | ------------- | ------- |
| O'Higgins            | 1-1       | Huachipato           | El Teniente             | 18 de febrero | 18:00   |
| Unión Española       | 1-1       | Everton              | Santa Laura             | 18 de febrero | 20:30   |
| Colo-Colo            | 1-1       | Audax Italiano       | Monumental              | 19 de febrero | 18:00   |
| Deportes Antofagasta | 2-2       | Deportes La Serena   | Zorros del Desierto     | 19 de febrero | 20:30   |
| Coquimbo Unido       | 2-2       | Palestino            | Francisco Sánchez       | 20 de febrero | 12:00   |
| Unión La Calera      | 0-2       | Cobresal             | Nicolás Chahuán         | 20 de febrero | 18:00   |
| Universidad Católica | 1-0       | Curicó Unido         | San Carlos de Apoquindo | 20 de febrero | 20:30   |
| Ñublense             | 3-2       | Universidad de Chile | Huachipato-CAP          | 21 de febrero | 18:00   |

| Fecha 4              | Fecha 4   | Fecha 4              | Fecha 4         | Fecha 4       | Fecha 4 |
| Local                | Resultado | Visita               | Estadio         | Fecha         | Hora    |
| -------------------- | --------- | -------------------- | --------------- | ------------- | ------- |
| Unión La Calera      | 1-1       | Everton              | Nicolás Chahuán | 25 de febrero | 20:00   |
| Deportes La Serena   | 1-1       | Coquimbo Unido       | La Portada      | 26 de febrero | 12:00   |
| Cobresal             | 1-1       | Ñublense             | El Cobre        | 26 de febrero | 18:00   |
| Audax Italiano       | 0-3       | Deportes Antofagasta | El Teniente     | 26 de febrero | 20:30   |
| Huachipato           | 1-0       | Colo-Colo            | Huachipato-CAP  | 27 de febrero | 12:00   |
| Palestino            | 3-2       | Universidad Católica | La Cisterna     | 27 de febrero | 18:00   |
| Curicó Unido         | 0-1       | Unión Española       | La Granja       | 28 de febrero | 18:00   |
| Universidad de Chile | 0-1       | O'Higgins            | Santa Laura     | 28 de febrero | 20:30   |

| Fecha 5        | Fecha 5   | Fecha 5              | Fecha 5           | Fecha 5    | Fecha 5 |
| Local          | Resultado | Visita               | Estadio           | Fecha      | Hora    |
| -------------- | --------- | -------------------- | ----------------- | ---------- | ------- |
| Palestino      | 0-0       | Unión La Calera      | La Cisterna       | 4 de marzo | 18:00   |
| Ñublense       | 3-1       | Deportes La Serena   | Nelson Oyarzún    | 4 de marzo | 20:30   |
| Coquimbo Unido | 3-2       | Deportes Antofagasta | Francisco Sánchez | 5 de marzo | 12:00   |
| Unión Española | 1-0       | Huachipato           | Santa Laura       | 5 de marzo | 18:00   |
| Everton        | 1-1       | Curicó Unido         | Sausalito         | 5 de marzo | 20:30   |
| Colo-Colo      | 4-1       | Universidad de Chile | Monumental        | 6 de marzo | 12:00   |
| O'Higgins      | 2-2       | Audax Italiano       | El Teniente       | 6 de marzo | 18:00   |
| Cobresal       | 3-1       | Universidad Católica | El Cobre          | 6 de marzo | 20:30   |

| Fecha 6              | Fecha 6   | Fecha 6        | Fecha 6                 | Fecha 6     | Fecha 6 |
| Local                | Resultado | Visita         | Estadio                 | Fecha       | Hora    |
| -------------------- | --------- | -------------- | ----------------------- | ----------- | ------- |
| Deportes La Serena   | 2-3       | Cobresal       | La Portada              | 11 de marzo | 18:00   |
| Coquimbo Unido       | 0-1       | Ñublense       | Francisco Sánchez       | 12 de marzo | 12:00   |
| Universidad Católica | 0-1       | Everton        | San Carlos de Apoquindo | 12 de marzo | 18:00   |
| Unión La Calera      | 1-0       | Huachipato     | Nicolás Chahuán         | 12 de marzo | 20:30   |
| Curicó Unido         | 5-0       | O'Higgins      | La Granja               | 13 de marzo | 18:00   |
| Audax Italiano       | 3-1       | Palestino      | El Teniente             | 13 de marzo | 20:30   |
| Deportes Antofagasta | 0-1       | Colo-Colo      | Zorros del Desierto     | 14 de marzo | 18:00   |
| Universidad de Chile | 2-0       | Unión Española | Elías Figueroa          | 27 de marzo | 16:00   |

| Fecha 7              | Fecha 7   | Fecha 7              | Fecha 7          | Fecha 7     | Fecha 7 |
| Local                | Resultado | Visita               | Estadio          | Fecha       | Hora    |
| -------------------- | --------- | -------------------- | ---------------- | ----------- | ------- |
| Universidad de Chile | 1-1       | Curicó Unido         | Santa Laura      | 17 de marzo | 20:30   |
| O'Higgins            | 2-1       | Universidad Católica | El Teniente      | 19 de marzo | 18:00   |
| Cobresal             | 2-1       | Coquimbo Unido       | El Cobre         | 19 de marzo | 20:30   |
| Huachipato           | 2-3       | Deportes La Serena   | Huachipato-CAP   | 20 de marzo | 12:00   |
| Palestino            | 0-5       | Colo-Colo            | La Cisterna      | 20 de marzo | 17:30   |
| Everton              | 0-0       | Audax Italiano       | Sausalito        | 20 de marzo | 20:30   |
| Deportes Antofagasta | 0-0       | Unión La Calera      | Calvo y Bascuñán | 21 de marzo | 18:00   |
| Unión Española       | 1-0       | Ñublense             | Santa Laura      | 21 de marzo | 20:30   |

| Fecha 8              | Fecha 8   | Fecha 8              | Fecha 8                 | Fecha 8     | Fecha 8 |
| Local                | Resultado | Visita               | Estadio                 | Fecha       | Hora    |
| -------------------- | --------- | -------------------- | ----------------------- | ----------- | ------- |
| Colo-Colo            | 4-0       | Unión La Calera      | Monumental              | 31 de marzo | 19:00   |
| Deportes La Serena   | 1-3       | Everton              | La Portada              | 1 de abril  | 17:30   |
| O'Higgins            | 2-1       | Coquimbo Unido       | El Teniente             | 1 de abril  | 20:30   |
| Ñublense             | 1-1       | Deportes Antofagasta | Nelson Oyarzún          | 2 de abril  | 15:00   |
| Universidad Católica | 2-1       | Universidad de Chile | San Carlos de Apoquindo | 2 de abril  | 18:00   |
| Huachipato           | 1-0       | Cobresal             | Huachipato-CAP          | 3 de abril  | 15:00   |
| Audax Italiano       | 0-1       | Unión Española       | El Teniente             | 3 de abril  | 17:30   |
| Curicó Unido         | 0-0       | Palestino            | La Granja               | 4 de abril  | 20:30   |

| Fecha 9              | Fecha 9   | Fecha 9              | Fecha 9                 | Fecha 9     | Fecha 9 |
| Local                | Resultado | Visita               | Estadio                 | Fecha       | Hora    |
| -------------------- | --------- | -------------------- | ----------------------- | ----------- | ------- |
| Everton              | 0-1       | Huachipato           | Sausalito               | 9 de abril  | 15:00   |
| Coquimbo Unido       | 1-0       | Universidad de Chile | Francisco Sánchez       | 9 de abril  | 17:30   |
| Universidad Católica | 0-2       | Deportes La Serena   | San Carlos de Apoquindo | 9 de abril  | 20:00   |
| Cobresal             | 0-1       | Audax Italiano       | El Cobre                | 10 de abril | 12:30   |
| Palestino            | 1-1       | Ñublense             | La Cisterna             | 10 de abril | 15:00   |
| Unión Española       | 2-1       | Colo-Colo            | Santa Laura             | 10 de abril | 17:30   |
| Unión La Calera      | 0-0       | Curicó Unido         | Sausalito               | 10 de abril | 20:00   |
| Deportes Antofagasta | 1-0       | O'Higgins            | Calvo y Bascuñán        | 30 de abril | 12:00   |

| Fecha 10             | Fecha 10  | Fecha 10             | Fecha 10       | Fecha 10    | Fecha 10 |
| Local                | Resultado | Visita               | Estadio        | Fecha       | Hora     |
| -------------------- | --------- | -------------------- | -------------- | ----------- | -------- |
| Deportes La Serena   | 1-2       | Unión Española       | La Portada     | 15 de abril | 16:30    |
| Audax Italiano       | 1-1       | Coquimbo Unido       | El Teniente    | 16 de abril | 15:00    |
| Universidad de Chile | 0-0       | Palestino            | Santa Laura    | 16 de abril | 17:30    |
| Curicó Unido         | 2-0       | Deportes Antofagasta | La Granja      | 17 de abril | 12:30    |
| Huachipato           | 1-0       | Universidad Católica | Huachipato-CAP | 17 de abril | 15:30    |
| Colo-Colo            | 2-1       | Cobresal             | Monumental     | 17 de abril | 18:00    |
| Ñublense             | 2-1       | Everton              | Nelson Oyarzún | 18 de abril | 18:00    |
| Unión La Calera      | 0-0       | O'Higgins            | Sausalito      | 18 de abril | 20:30    |

| Fecha 11             | Fecha 11  | Fecha 11             | Fecha 11                | Fecha 11    | Fecha 11 |
| Local                | Resultado | Visita               | Estadio                 | Fecha       | Hora     |
| -------------------- | --------- | -------------------- | ----------------------- | ----------- | -------- |
| Everton              | 0-0       | Palestino            | Sausalito               | 22 de abril | 20:00    |
| Deportes Antofagasta | 0-0       | Huachipato           | Calvo y Bascuñán        | 23 de abril | 12:30    |
| Deportes La Serena   | 1-3       | Curicó Unido         | La Portada              | 23 de abril | 15:00    |
| Universidad Católica | 1-1       | Colo-Colo            | San Carlos de Apoquindo | 24 de abril | 12:30    |
| O'Higgins            | 1-0       | Ñublense             | El Teniente             | 24 de abril | 17:30    |
| Coquimbo Unido       | 3-2       | Unión La Calera      | Francisco Sánchez       | 24 de abril | 20:00    |
| Unión Española       | 2-2       | Cobresal             | Santa Laura             | 26 de abril | 20:00    |
| Audax Italiano       | 2-0       | Universidad de Chile | Elías Figueroa          | 29 de abril | 14:00    |

| Fecha 12             | Fecha 12  | Fecha 12             | Fecha 12          | Fecha 12  | Fecha 12 |
| Local                | Resultado | Visita               | Estadio           | Fecha     | Hora     |
| -------------------- | --------- | -------------------- | ----------------- | --------- | -------- |
| O'Higgins            | 2-2       | Unión Española       | El Teniente       | 7 de mayo | 15:00    |
| Universidad de Chile | 2-0       | Deportes La Serena   | Santa Laura       | 7 de mayo | 17:30    |
| Palestino            | 1-0       | Deportes Antofagasta | La Cisterna       | 8 de mayo | 12:00    |
| Ñublense             | 4-0       | Universidad Católica | Nelson Oyarzún    | 8 de mayo | 17:30    |
| Coquimbo Unido       | 1-2       | Huachipato           | Francisco Sánchez | 8 de mayo | 20:00    |
| Cobresal             | 0-0       | Everton              | El Cobre          | 9 de mayo | 15:00    |
| Curicó Unido         | 1-2       | Colo-Colo            | La Granja         | 9 de mayo | 18:00    |
| Unión La Calera      | 1-0       | Audax Italiano       | Nicolás Chahuán   | 9 de mayo | 20:30    |

| Fecha 13             | Fecha 13  | Fecha 13             | Fecha 13                | Fecha 13   | Fecha 13 |
| Local                | Resultado | Visita               | Estadio                 | Fecha      | Hora     |
| -------------------- | --------- | -------------------- | ----------------------- | ---------- | -------- |
| Universidad Católica | 3-0       | Unión La Calera      | San Carlos de Apoquindo | 13 de mayo | 18:00    |
| Unión Española       | 2-0       | Deportes Antofagasta | Santa Laura             | 13 de mayo | 20:30    |
| Deportes La Serena   | 0-0       | Palestino            | La Portada              | 14 de mayo | 12:30    |
| Everton              | 2-1       | Universidad de Chile | Sausalito               | 14 de mayo | 15:30    |
| Colo-Colo            | 4-0       | Coquimbo Unido       | Monumental              | 14 de mayo | 18:00    |
| Cobresal             | 2-0       | O'Higgins            | El Cobre                | 15 de mayo | 14:45    |
| Huachipato           | 1-3       | Ñublense             | Huachipato-CAP          | 15 de mayo | 17:30    |
| Curicó Unido         | 4-1       | Audax Italiano       | La Granja               | 16 de mayo | 20:30    |

| Fecha 14             | Fecha 14  | Fecha 14             | Fecha 14          | Fecha 14   | Fecha 14 |
| Local                | Resultado | Visita               | Estadio           | Fecha      | Hora     |
| -------------------- | --------- | -------------------- | ----------------- | ---------- | -------- |
| Coquimbo Unido       | 2-4       | Unión Española       | Francisco Sánchez | 20 de mayo | 19:00    |
| Deportes Antofagasta | 2-2       | Everton              | Calvo y Bascuñán  | 21 de mayo | 15:00    |
| Audax Italiano       | 3-2       | Universidad Católica | El Teniente       | 21 de mayo | 15:00    |
| Universidad de Chile | 3-2       | Huachipato           | Santa Laura       | 21 de mayo | 17:30    |
| Unión La Calera      | 1-1       | Deportes La Serena   | Nicolás Chahuán   | 21 de mayo | 20:00    |
| Palestino            | 3-1       | Cobresal             | La Cisterna       | 22 de mayo | 12:00    |
| O'Higgins            | 1-1       | Colo-Colo            | El Teniente       | 22 de mayo | 15:00    |
| Ñublense             | 3-1       | Curicó Unido         | Nelson Oyarzún    | 22 de mayo | 20:00    |

| Fecha 15             | Fecha 15  | Fecha 15             | Fecha 15                | Fecha 15   | Fecha 15 |
| Local                | Resultado | Visita               | Estadio                 | Fecha      | Hora     |
| -------------------- | --------- | -------------------- | ----------------------- | ---------- | -------- |
| Curicó Unido         | 3-0       | Coquimbo Unido       | La Granja               | 27 de mayo | 20:30    |
| Deportes La Serena   | 3-2       | Audax Italiano       | La Portada              | 28 de mayo | 15:00    |
| Cobresal             | 1-0       | Universidad de Chile | El Cobre                | 28 de mayo | 17:30    |
| Huachipato           | 2-1       | Palestino            | Huachipato-CAP          | 28 de mayo | 20:00    |
| Universidad Católica | 1-0       | Deportes Antofagasta | San Carlos de Apoquindo | 29 de mayo | 17:30    |
| Unión Española       | 1-1       | Unión La Calera      | Santa Laura             | 29 de mayo | 20:00    |
| Colo-Colo            | 0-0       | Ñublense             | Monumental              | 30 de mayo | 18:00    |
| Everton              | 0-0       | O'Higgins            | Sausalito               | 30 de mayo | 20:30    |

### Segunda rueda
| Fecha 16             | Fecha 16  | Fecha 16             | Fecha 16                | Fecha 16    | Fecha 16 |
| Local                | Resultado | Visita               | Estadio                 | Fecha       | Hora     |
| -------------------- | --------- | -------------------- | ----------------------- | ----------- | -------- |
| Ñublense             | 1-2       | Audax Italiano       | Nelson Oyarzún          | 30 de junio | 19:00    |
| Everton              | 1-1       | Colo-Colo            | Sausalito               | 1 de julio  | 18:35    |
| Palestino            | 1-0       | Unión Española       | La Cisterna             | 2 de julio  | 15:00    |
| Universidad de Chile | 2-1       | Unión La Calera      | Santa Laura             | 2 de julio  | 17:30    |
| Huachipato           | 2-2       | Curicó Unido         | Huachipato-CAP          | 2 de julio  | 20:00    |
| Deportes La Serena   | 1-0       | O'Higgins            | La Portada              | 3 de julio  | 15:00    |
| Universidad Católica | 2-0       | Coquimbo Unido       | San Carlos de Apoquindo | 3 de julio  | 17:30    |
| Cobresal             | 2-1       | Deportes Antofagasta | El Cobre                | 3 de julio  | 20:00    |

| Fecha 17             | Fecha 17  | Fecha 17             | Fecha 17          | Fecha 17      | Fecha 17 |
| Local                | Resultado | Visita               | Estadio           | Fecha         | Hora     |
| -------------------- | --------- | -------------------- | ----------------- | ------------- | -------- |
| O'Higgins            | 1-2       | Palestino            | El Teniente       | 8 de julio    | 20:30    |
| Curicó Unido         | 1-0       | Cobresal             | La Granja         | 9 de julio    | 15:00    |
| Audax Italiano       | 1-1       | Huachipato           | El Teniente       | 9 de julio    | 17:30    |
| Coquimbo Unido       | 1-1       | Everton              | Francisco Sánchez | 9 de julio    | 20:00    |
| Deportes Antofagasta | 1-1       | Universidad de Chile | Calvo y Bascuñán  | 10 de julio   | 15:30    |
| Colo-Colo            | 3-0       | Deportes La Serena   | Monumental        | 10 de julio   | 18:00    |
| Unión La Calera      | 2-2       | Ñublense             | Nicolás Chahuán   | 10 de julio   | 20:30    |
| Unión Española       | 1-2       | Universidad Católica | Santa Laura       | 19 de octubre | 19:00    |

| Fecha 18             | Fecha 18  | Fecha 18             | Fecha 18       | Fecha 18    | Fecha 18 |
| Local                | Resultado | Visita               | Estadio        | Fecha       | Hora     |
| -------------------- | --------- | -------------------- | -------------- | ----------- | -------- |
| Palestino            | 5-1       | Coquimbo Unido       | La Cisterna    | 16 de julio | 13:15    |
| Audax Italiano       | 1-2       | Colo-Colo            | El Teniente    | 16 de julio | 15:45    |
| Cobresal             | 3-1       | Unión La Calera      | El Cobre       | 16 de julio | 18:15    |
| Everton              | 2-1       | Unión Española       | Sausalito      | 16 de julio | 20:45    |
| Deportes La Serena   | 0-1       | Deportes Antofagasta | La Portada     | 17 de julio | 12:30    |
| Universidad de Chile | 0-1       | Ñublense             | Elías Figueroa | 17 de julio | 15:00    |
| Curicó Unido         | 3-2       | Universidad Católica | La Granja      | 17 de julio | 17:30    |
| Huachipato           | 1-2       | O'Higgins            | Huachipato-CAP | 17 de julio | 20:00    |

| Fecha 19             | Fecha 19  | Fecha 19             | Fecha 19                | Fecha 19    | Fecha 19 |
| Local                | Resultado | Visita               | Estadio                 | Fecha       | Hora     |
| -------------------- | --------- | -------------------- | ----------------------- | ----------- | -------- |
| Ñublense             | 3-2       | Cobresal             | Nelson Oyarzún          | 22 de julio | 19:00    |
| Deportes Antofagasta | 2-3       | Audax Italiano       | Calvo y Bascuñán        | 23 de julio | 12:30    |
| Coquimbo Unido       | 2-0       | Deportes La Serena   | Francisco Sánchez       | 23 de julio | 15:00    |
| Colo-Colo            | 1-0       | Huachipato           | Monumental              | 23 de julio | 17:30    |
| Everton              | 0-1       | Unión La Calera      | Sausalito               | 23 de julio | 20:00    |
| O'Higgins            | 1-0       | Universidad de Chile | El Teniente             | 24 de julio | 15:00    |
| Universidad Católica | 0-1       | Palestino            | San Carlos de Apoquindo | 24 de julio | 17:30    |
| Unión Española       | 1-3       | Curicó Unido         | San Carlos de Apoquindo | 25 de julio | 18:00    |

| Fecha 20             | Fecha 20  | Fecha 20       | Fecha 20                | Fecha 20    | Fecha 20 |
| Local                | Resultado | Visita         | Estadio                 | Fecha       | Hora     |
| -------------------- | --------- | -------------- | ----------------------- | ----------- | -------- |
| Huachipato           | 2-5       | Unión Española | Huachipato-CAP          | 29 de julio | 18:00    |
| Unión La Calera      | 2-2       | Palestino      | Nicolás Chahuán         | 29 de julio | 20:30    |
| Deportes Antofagasta | 2-1       | Coquimbo Unido | Calvo y Bascuñán        | 30 de julio | 12:30    |
| Deportes La Serena   | 3-0       | Ñublense       | La Portada              | 30 de julio | 15:00    |
| Universidad Católica | 1-0       | Cobresal       | San Carlos de Apoquindo | 30 de julio | 18:00    |
| Curicó Unido         | 0-4       | Everton        | La Granja               | 30 de julio | 20:30    |
| Universidad de Chile | 1-3       | Colo-Colo      | Fiscal de Talca         | 31 de julio | 13:30    |
| Audax Italiano       | 2-1       | O'Higgins      | Lucio Fariña            | 31 de julio | 18:00    |

| Fecha 21       | Fecha 21  | Fecha 21             | Fecha 21          | Fecha 21    | Fecha 21 |
| Local          | Resultado | Visita               | Estadio           | Fecha       | Hora     |
| -------------- | --------- | -------------------- | ----------------- | ----------- | -------- |
| O'Higgins      | 0-0       | Curicó Unido         | El Teniente       | 6 de agosto | 12:30    |
| Cobresal       | 1-1       | Deportes La Serena   | El Cobre          | 6 de agosto | 15:00    |
| Everton        | 1-1       | Universidad Católica | Sausalito         | 6 de agosto | 17:30    |
| Palestino      | 3-3       | Audax Italiano       | La Cisterna       | 7 de agosto | 13:15    |
| Unión Española | 1-1       | Universidad de Chile | Francisco Sánchez | 7 de agosto | 15:45    |
| Colo-Colo      | 1-0       | Deportes Antofagasta | Monumental        | 7 de agosto | 18:15    |
| Ñublense       | 2-1       | Coquimbo Unido       | Nelson Oyarzún    | 7 de agosto | 20:45    |
| Huachipato     | 3-4       | Unión La Calera      | Huachipato-CAP    | 8 de agosto | 17:30    |

| Fecha 22             | Fecha 22  | Fecha 22             | Fecha 22                | Fecha 22     | Fecha 22 |
| Local                | Resultado | Visita               | Estadio                 | Fecha        | Hora     |
| -------------------- | --------- | -------------------- | ----------------------- | ------------ | -------- |
| Universidad Católica | 2-2       | O'Higgins            | San Carlos de Apoquindo | 11 de agosto | 20:15    |
| Coquimbo Unido       | 3-1       | Cobresal             | Francisco Sánchez       | 12 de agosto | 20:30    |
| Audax Italiano       | 1-0       | Everton              | La Florida              | 13 de agosto | 13:15    |
| Curicó Unido         | 3-1       | Universidad de Chile | La Granja               | 13 de agosto | 15:45    |
| Unión La Calera      | 1-1       | Deportes Antofagasta | Nicolás Chahuán         | 13 de agosto | 20:30    |
| Deportes La Serena   | 0-1       | Huachipato           | La Portada              | 14 de agosto | 15:00    |
| Colo-Colo            | 1-0       | Palestino            | Monumental              | 14 de agosto | 17:30    |
| Ñublense             | 1-2       | Unión Española       | Nelson Oyarzún          | 14 de agosto | 20:00    |

| Fecha 23             | Fecha 23  | Fecha 23             | Fecha 23                | Fecha 23     | Fecha 23 |
| Local                | Resultado | Visita               | Estadio                 | Fecha        | Hora     |
| -------------------- | --------- | -------------------- | ----------------------- | ------------ | -------- |
| Everton              | 4-0       | Deportes La Serena   | Sausalito               | 26 de agosto | 20:00    |
| Palestino            | 2-1       | Curicó Unido         | La Cisterna             | 27 de agosto | 12:00    |
| Universidad de Chile | 0-3       | Universidad Católica | Nacional                | 27 de agosto | 15:00    |
| Coquimbo Unido       | 0-1       | O'Higgins            | Francisco Sánchez       | 27 de agosto | 18:00    |
| Deportes Antofagasta | 1-0       | Ñublense             | Calvo y Bascuñán        | 28 de agosto | 12:30    |
| Cobresal             | 2-0       | Huachipato           | El Cobre                | 28 de agosto | 15:00    |
| Unión La Calera      | 2-1       | Colo-Colo            | Nicolás Chahuán         | 28 de agosto | 17:30    |
| Unión Española       | 2-3       | Audax Italiano       | Municipal de La Pintana | 28 de agosto | 20:00    |

| Fecha 24             | Fecha 24  | Fecha 24             | Fecha 24       | Fecha 24         | Fecha 24 |
| Local                | Resultado | Visita               | Estadio        | Fecha            | Hora     |
| -------------------- | --------- | -------------------- | -------------- | ---------------- | -------- |
| Universidad de Chile | 0-0       | Coquimbo Unido       | Elías Figueroa | 7 de septiembre  | 15:30    |
| Audax Italiano       | 2-2       | Cobresal             | La Florida     | 7 de septiembre  | 20:30    |
| Colo-Colo            | 4-0       | Unión Española       | Monumental     | 8 de septiembre  | 18:00    |
| Curicó Unido         | 2-0       | Unión La Calera      | La Granja      | 8 de septiembre  | 20:30    |
| O'Higgins            | 1-0       | Deportes Antofagasta | El Teniente    | 9 de septiembre  | 18:00    |
| Huachipato           | 1-1       | Everton              | Huachipato-CAP | 9 de septiembre  | 20:30    |
| Deportes La Serena   | 0-4       | Universidad Católica | La Portada     | 10 de septiembre | 15:00    |
| Ñublense             | 2-0       | Palestino            | Nelson Oyarzún | 10 de septiembre | 17:30    |

| Fecha 25             | Fecha 25  | Fecha 25             | Fecha 25          | Fecha 25         | Fecha 25 |
| Local                | Resultado | Visita               | Estadio           | Fecha            | Hora     |
| -------------------- | --------- | -------------------- | ----------------- | ---------------- | -------- |
| Coquimbo Unido       | 0-1       | Audax Italiano       | Francisco Sánchez | 13 de septiembre | 18:00    |
| O'Higgins            | 2-2       | Unión La Calera      | El Teniente       | 13 de septiembre | 20:30    |
| Unión Española       | 0-1       | Deportes La Serena   | Santa Laura       | 14 de septiembre | 15:30    |
| Cobresal             | 0-2       | Colo-Colo            | El Cobre          | 14 de septiembre | 17:00    |
| Everton              | 1-1       | Ñublense             | Sausalito         | 14 de septiembre | 18:00    |
| Universidad Católica | 1-0       | Huachipato           | El Teniente       | 14 de septiembre | 20:30    |
| Palestino            | 1-2       | Universidad de Chile | La Cisterna       | 15 de septiembre | 15:30    |
| Deportes Antofagasta | 0-0       | Curicó Unido         | Calvo y Bascuñán  | 15 de septiembre | 18:00    |

| Fecha 26             | Fecha 26  | Fecha 26             | Fecha 26        | Fecha 26         | Fecha 26 |
| Local                | Resultado | Visita               | Estadio         | Fecha            | Hora     |
| -------------------- | --------- | -------------------- | --------------- | ---------------- | -------- |
| Unión La Calera      | 2-0       | Coquimbo Unido       | Nicolás Chahuán | 30 de septiembre | 20:00    |
| Huachipato           | 1-0       | Deportes Antofagasta | Huachipato-CAP  | 1 de octubre     | 12:00    |
| Palestino            | 1-4       | Everton              | La Cisterna     | 1 de octubre     | 15:00    |
| Curicó Unido         | 1-0       | Deportes La Serena   | La Granja       | 1 de octubre     | 20:00    |
| Ñublense             | 2-2       | O'Higgins            | Nelson Oyarzún  | 2 de octubre     | 12:00    |
| Cobresal             | 2-0       | Unión Española       | El Cobre        | 2 de octubre     | 18:00    |
| Universidad de Chile | 2-3       | Audax Italiano       | Santa Laura     | 3 de octubre     | 18:00    |
| Colo-Colo            | 0-0       | Universidad Católica | Monumental      | 4 de octubre     | 19:00    |

| Fecha 27             | Fecha 27  | Fecha 27             | Fecha 27         | Fecha 27      | Fecha 27  |
| Local                | Resultado | Visita               | Estadio          | Fecha         | Hora      |
| -------------------- | --------- | -------------------- | ---------------- | ------------- | --------- |
| Huachipato           | 0-1       | Coquimbo Unido       | Huachipato-CAP   | 7 de octubre  | 19:00     |
| Universidad Católica | 2-2       | Ñublense             | El Teniente      | 8 de octubre  | 15:00     |
| Unión Española       | 0-0       | O'Higgins            | Santa Laura      | 8 de octubre  | 20:00     |
| Deportes La Serena   | 1-2       | Universidad de Chile | La Portada       | 9 de octubre  | 12:30     |
| Colo-Colo            | 1-1       | Curicó Unido         | Monumental       | 9 de octubre  | 17:30     |
| Everton              | 3-3       | Cobresal             | Sausalito        | 9 de octubre  | 20:15     |
| Audax Italiano       | 0-2       | Unión La Calera      | La Florida       | 10 de octubre | 17:30     |
| Deportes Antofagasta | 0-3       | Palestino            | Calvo y Bascuñán | Cancelado     | Cancelado |

| Fecha 28             | Fecha 28  | Fecha 28             | Fecha 28          | Fecha 28      | Fecha 28 |
| Local                | Resultado | Visita               | Estadio           | Fecha         | Hora     |
| -------------------- | --------- | -------------------- | ----------------- | ------------- | -------- |
| O'Higgins            | 1-0       | Cobresal             | El Teniente       | 21 de octubre | 19:30    |
| Ñublense             | 2-0       | Huachipato           | Nelson Oyarzún    | 22 de octubre | 17:30    |
| Universidad de Chile | 1-1       | Everton              | Santa Laura       | 22 de octubre | 20:00    |
| Coquimbo Unido       | 0-2       | Colo-Colo (C)        | Francisco Sánchez | 23 de octubre | 15:00    |
| Deportes Antofagasta | 2-0       | Unión Española       | Calvo y Bascuñán  | 23 de octubre | 15:00    |
| Palestino            | 5-0       | Deportes La Serena   | La Cisterna       | 23 de octubre | 15:00    |
| Unión La Calera      | 4-0       | Universidad Católica | Nicolás Chahuán   | 23 de octubre | 19:00    |
| Audax Italiano       | 1-1       | Curicó Unido         | La Florida        | 24 de octubre | 20:30    |

| Fecha 29             | Fecha 29  | Fecha 29             | Fecha 29       | Fecha 29      | Fecha 29 |
| Local                | Resultado | Visita               | Estadio        | Fecha         | Hora     |
| -------------------- | --------- | -------------------- | -------------- | ------------- | -------- |
| Cobresal             | 1-0       | Palestino            | El Cobre       | 29 de octubre | 20:00    |
| Huachipato           | 4-0       | Universidad de Chile | Huachipato-CAP | 30 de octubre | 12:30    |
| Unión Española       | 1-3       | Coquimbo Unido       | Santa Laura    | 30 de octubre | 15:00    |
| Deportes La Serena   | 2-1       | Unión La Calera      | La Portada     | 30 de octubre | 15:00    |
| Everton              | 3-0       | Deportes Antofagasta | Sausalito      | 30 de octubre | 15:00    |
| Colo-Colo            | 2-0       | O'Higgins            | Monumental     | 30 de octubre | 17:30    |
| Curicó Unido         | 1-2       | Ñublense             | La Granja      | 31 de octubre | 17:30    |
| Universidad Católica | 0-0       | Audax Italiano       | Santa Laura    | 31 de octubre | 20:00    |

| Fecha 30             | Fecha 30  | Fecha 30             | Fecha 30          | Fecha 30       | Fecha 30 |
| Local                | Resultado | Visita               | Estadio           | Fecha          | Hora     |
| -------------------- | --------- | -------------------- | ----------------- | -------------- | -------- |
| Universidad de Chile | 3-4       | Cobresal             | Huachipato-CAP    | 5 de noviembre | 12:30    |
| Palestino            | 5-0       | Huachipato           | La Cisterna       | 5 de noviembre | 12:30    |
| O'Higgins            | 2-0       | Everton              | El Teniente       | 5 de noviembre | 12:30    |
| Deportes Antofagasta | 0-2       | Universidad Católica | Calvo y Bascuñán  | 6 de noviembre | 16:00    |
| Coquimbo Unido       | 1-1       | Curicó Unido         | Francisco Sánchez | 6 de noviembre | 16:00    |
| Audax Italiano       | 3-0       | Deportes La Serena   | La Florida        | 6 de noviembre | 16:00    |
| Ñublense             | 1-1       | Colo-Colo            | Nelson Oyarzún    | 6 de noviembre | 16:00    |
| Unión La Calera      | 2-1       | Unión Española       | Nicolás Chahuán   | 6 de noviembre | 19:00    |

## Campeón
|                               |
|                               |
| Campeón Colo-Colo 33.º título |
|                               |

## Copa Libertadores
| Equipo       | Cupo    | Vía                      |
| ------------ | ------- | ------------------------ |
| Colo-Colo    | Chile 1 | 1.° de la Liga           |
| Ñublense     | Chile 2 | 2.° de la Liga           |
| Curicó Unido | Chile 3 | 3.° de la Liga           |
| Magallanes   | Chile 4 | Campeón de la Copa Chile |

## Copa Sudamericana
| Equipo               | Cupo    | Vía            |
| -------------------- | ------- | -------------- |
| Palestino            | Chile 1 | 4.° de la Liga |
| Cobresal             | Chile 2 | 5.° de la Liga |
| Universidad Católica | Chile 3 | 6.° de la Liga |
| Audax Italiano       | Chile 4 | 7.° de la Liga |

## Estadísticas

### Goleadores
| Jugador           | Equipo               | Goles | Part. | Prom. |
| ----------------- | -------------------- | ----- | ----- | ----- |
| Fernando Zampedri | Universidad Católica | 18    | 29    | 0.62  |
| Juan Lucero       | Colo-Colo            | 15    | 26    | 0.58  |
| Gastón Lezcano    | Cobresal             | 15    | 28    | 0.54  |
| Joe Abrigo        | Coquimbo Unido       | 12    | 21    | 0.57  |
| Lucas Passerini   | Unión La Calera      | 12    | 26    | 0.46  |
| Cecilio Waterman  | Cobresal             | 11    | 24    | 0.46  |
| Alexander Aravena | Ñublense             | 11    | 29    | 0.38  |
| Cristian Palacios | Universidad de Chile | 10    | 20    | 0.5   |
| Gabriel Costa     | Colo-Colo            | 10    | 24    | 0.42  |
| Diego Coelho      | Curicó Unido         | 10    | 27    | 0.37  |

### Asistencias
| Jugador             | Equipo             | Asistencias |
| ------------------- | ------------------ | ----------- |
| Leonardo Gil        | Colo-Colo          | 7           |
| Ronald de la Fuente | Curicó Unido       | 7           |
| Guillermo Pacheco   | Cobresal           | 7           |
| Fernando Cordero    | Ñublense           | 7           |
| Lucas Passerini     | Unión La Calera    | 7           |
| Joe Abrigo          | Coquimbo Unido     | 5           |
| Jonathan Benítez    | Palestino          | 5           |
| Luis Riveros        | Audax Italiano     | 5           |
| Humberto Suazo      | Deportes La Serena | 5           |

### Hat-Tricks & Pókers
| Fecha      | Jugador           | Goles | Partido                                  |
| ---------- | ----------------- | ----- | ---------------------------------------- |
| 06/02/2022 | Cristián Palacios | 3     | Unión La Calera vs. Universidad de Chile |
| 04/03/2022 | Alexander Aravena | 3     | Ñublense vs. Deportes La Serena          |
| 05/11/2022 | Cecilio Waterman  | 3     | Universidad de Chile vs. Cobresal        |

### Autogoles
| Jugador           | Equipo               | Autogoles |
| ----------------- | -------------------- | --------- |
| Juan Córdova      | Huachipato           | 1         |
| Bastián Tapia     | Universidad de Chile | 1         |
| Leandro Vega      | Deportes Antofagasta | 1         |
| Luis Mago         | Ñublense             | 1         |
| Marco Collao      | Deportes Antofagasta | 1         |
| Federico Mateos   | Ñublense             | 1         |
| Pedro Henrique    | Unión La Calera      | 1         |
| Guillermo Pacheco | Cobresal             | 1         |
| Diego Céspedes    | Cobresal             | 1         |
| Nery Domínguez    | Universidad de Chile | 1         |

## Entrenadores
| Equipo                                             | Entrenador         | Período     |
| -------------------------------------------------- | ------------------ | ----------- |
| Audax Italiano                                     | Ronald Fuentes     | 1.° - 7.°   |
| Audax Italiano                                     | Juan Ribera        | 8.° - 30.°  |
| Deportes La Serena                                 | Ivo Basay          | 1.° - 10.°  |
| Deportes La Serena                                 | Óscar Correa       | 11.° - 12.° |
| Deportes La Serena                                 | Pablo Marini       | 13.° - 28.° |
| Deportes La Serena                                 | Óscar Correa       | 29.° - 30.° |
| Deportes Antofagasta                               | Juan Tolisano      | 1.° - 10.°  |
| Deportes Antofagasta                               | Diego Reveco       | 11.° - 15.° |
| Deportes Antofagasta                               | Javier Torrente    | 16.° - 30.° |
| Universidad Católica                               | Cristian Paulucci  | 1.° - 10.°  |
| Universidad Católica                               | Rodrigo Valenzuela | 11.° - 12.° |
| Universidad Católica                               | Ariel Holan        | 13.° - 30.° |
| Unión La Calera                                    | Martín Anselmi     | 1.° - 11.°  |
| Unión La Calera                                    | Carlos Galdames    | 12.°        |
| Unión La Calera                                    | Federico Vilar     | 13.° - 29.° |
| Unión La Calera                                    | Carlos Galdames    | 30.°        |
| Universidad de Chile                               | Santiago Escobar   | 1.° - 11.°  |
| Universidad de Chile                               | Sebastián Miranda  | 12.° - 15.° |
| Universidad de Chile                               | Diego López        | 16.° - 24.° |
| Universidad de Chile                               | Sebastián Miranda  | 25.° - 30.° |
| Coquimbo Unido                                     | Patricio Graff     | 1.° - 20.°  |
| Coquimbo Unido                                     | Fernando Díaz      | 21.° - 30.° |
| Unión Española                                     | César Bravo        | 1.° - 24.°  |
| Unión Española                                     | Gustavo Canales    | 25.° - 30.º |
| En cursiva quienes se desempeñaron como Interinos. |                    |             |

## Regla del Sub-21
- El reglamento del Campeonato Nacional de la Primera División 2022, señala en su artículo 31 que «en la sumatoria de todos los partidos del Campeonato que dispute cada club, los jugadores chilenos nacidos a partir del 1 de enero de 2001 deberán haber disputado a lo menos el setenta por ciento de los minutos efectivamente jugados». Esta obligación, también se extiende a la Copa Chile y a los torneos de Primera B y Segunda División Profesional.

- En el caso de haber disputado entre el 65,1 % al 69,9 % de los minutos, la sanción será la pérdida de tres puntos más una multa de 500 UF, descontándose de la tabla de la fase regular del respectivo campeonato. Si el cumplimiento alcanza entre el 60,1 % al 65 % de los minutos, el descuento será de seis puntos de pérdida más la multa, y si el cumplimiento alcanza al 60 % o menos de los minutos, el descuento será de nueve puntos, igualmente contando la multa antes mencionada.

| Equipo                 | m.req | m.dis | m.pen | %      |
| ---------------------- | ----- | ----- | ----- | ------ |
| Audax Italiano         | 1.890 | 2.063 | 0     | 109,15 |
| Cobresal               | 1.890 | 1.899 | 0     | 100,47 |
| Colo-Colo              | 1.890 | 2.161 | 0     | 114,33 |
| Coquimbo Unido         | 1.890 | 1.976 | 0     | 104,55 |
| Curicó Unido           | 1.890 | 1.897 | 0     | 100,37 |
| Deportes Antofagasta   | 1.890 | 1.899 | 0     | 100,47 |
| Deportes La Serena     | 1.890 | 2.436 | 0     | 128,88 |
| Everton                | 1.890 | 1.980 | 0     | 104,76 |
| Huachipato             | 1.890 | 2.292 | 0     | 121,26 |
| Ñublense               | 1.890 | 2.112 | 0     | 111,74 |
| O'Higgins              | 1.890 | 1.900 | 0     | 100,52 |
| Palestino              | 1.890 | 2.208 | 0     | 116,82 |
| Unión Española         | 1.890 | 2.695 | 0     | 142,59 |
| Unión La Calera        | 1.890 | 1.955 | 0     | 103,43 |
| Universidad Católica   | 1.890 | 2.186 | 0     | 115,66 |
| Universidad de Chile   | 1.890 | 2.700 | 0     | 142,85 |
| Actualizado - Fecha 30 |       |       |       |        |

     Cumplieron con el reglamento. 
     No cumplieron con el reglamento. Incurre en la pérdida de 3 puntos, más una multa de 500 UF (65,1 % al 69,9 %)
     No cumplieron con el reglamento. Incurre en la pérdida de 6 puntos, más una multa de 500 UF (60,1 % al 65,0 %)
     No cumplieron con el reglamento. Incurre en la pérdida de 9 puntos, más una multa de 500 UF (Menos del 60,0 %)